# Ändere die Welt, sie braucht es
Ändere die Welt, sie braucht es (Untertitel Begegnungen mit Hanns Eisler) ist ein dokumentarischer Fernsehfilm des DDR-Fernsehens aus dem Jahr 1973. In diesem Fernsehporträt werden der Lebensweg, das Werk und das politische Engagement des österreichisch-deutschen Komponisten Hanns Eisler (1898–1962) nachgezeichnet. Der Titel des Films geht auf ein Lied aus Bertolt Brechts Lehrstück Die Maßnahme zurück, das von Eisler vertont wurde.

## Über den Film
Hanns Eisler war zu Lebzeiten wie auch nach seinem Tod in der Bundesrepublik Deutschland (West) kaum so recht zur Kenntnis genommen worden. Die in den späten 1960er- und frühen 1970er-Jahren in Westdeutschland bemerkbare Eisler-Renaissance schien jedoch Gefahr zu laufen, den Schönberg-Schüler Eisler, der von 1919 bis 1924 bei Arnold Schönberg studiert hatte, als Zwölftonmeister überzuakzentuieren, während in der DDR vor allem der politisch engagierte Musiker gefeiert wurde.
1973 produzierte das Fernsehen der DDR, wo Eisler von 1949 bis zu seinem Tod lebte, dieses Porträt des großen Komponisten; es lässt alle Facetten seines aktiven Lebens sichtbar werden und macht zudem deutlich, dass Eislers Werke, Ideen und musikalische Auffassungen besonders im Musikleben der DDR weiter existierten. Äußerungen von Kulturschaffenden wie dem Komponisten Paul Dessau, dem Musikwissenschaftler Georg Knepler sowie dem Brecht-Schüler und Theaterregisseur Manfred Wekwerth runden das filmische Eisler-Bild ab. In dem Porträt singen unter anderen Ernst Busch, Therese Giehse, Gisela May und – aus dem Off – Helene Weigel. Auf der Audiospur werden auch Eisler-Texte aus den Gesprächen mit Hans Bunge und Nathan Notowicz rezitiert.
„Die Beschäftigung mit dem Leben und Schaffen Eislers“, formulierte Bertolt Brecht in seiner Vorrede zur Ausgabe der Eislerschen Lieder und Kantaten, bedeute, „sich in ein großes Werk hineinzubewegen, das den Ausübenden wie den Hörer auf beglückende Weise verändert.“

## Sendedaten
(Erstsendungen)
- 4. Juli 1973: Fernsehen der DDR
- 1. Mai 1975: Westdeutscher Rundfunk Köln (3. Fernsehprogramm)

### Technische Daten
Format: 16 mm, s/w, 1:1,37;
Länge: 87′ 30″, 960 Meter

### Synopsis
Film anlässlich des 75. Geburtstages (und des 10. Todestages) des Komponisten Hanns Eisler. Am Beispiel seiner Karriere wird der Zusammenhang von Musik und Politik in der Weimarer Republik, im US-amerikanischen Exil Eislers und in der DDR-Gesellschaft dargestellt.